# Antonio Fernández Rojo y Alcalde
Antonio Fernández Rojo y Alcalde (n. ? f. 18 de julio de 1851, Culiacán, Sinaloa) presbítero, Sinaloense. Electo diputado al Congreso Constituyente del Estado de Occidente en 1824; tuvo una disputa con el obispo de la diócesis Bernardo del Espíritu Santo Martínez y Ocejo, quien le rehusó el permiso para que se presentara a ejercer dicho cargo y le impuso suspensión como sacerdote. Intervino el gobernador del Estado Francisco Iriarte y así pudo ocurrir a cumplir con sus funciones representativas. Fue diputado en el segundo Congreso Constituyente del Estado Interno de Occidente y nuevamente desempeñó el mismo cargo en la I Legislatura de Sinaloa en 1831; en 1838 fue rehabilitado en todos sus derechos por el señor obispo José Lázaro de la Garza y Ballesteros, quien le encomendó la tesorería del seminario conciliar y al año siguiente era párroco de Culiacán.